# Irene Solà
Irene Solà, född 17 augusti 1990 i Malla i Katalonien, är en spansk författare och poet som skriver på katalanska. Hennes andra roman Jag sjunger och bergen dansar (katalanska: Canto jo i la muntanya balla) har vunnit internationell uppmärksamhet och är översatt till en mängd språk.

## Biografi
Irene Solà är född i en by i regionen Osona utanför Barcelona, på en bondgård omgiven av husdjur. Hon har studerat konst vid universitetet i Barcelona, varit Erasmusstudent på Island och avlagt en masterexamen i litteratur, film and visuell kultur vid universitetet i Sussex. Hon har bott flera år i London och arbetat som kulturchef på Whitechapel Gallery.

## Författarskap
Irene Solà är född och uppvuxen i Katalonien och skriver på katalanska. Hennes litterära verk beskrivs som fantasifulla, poetiska och experimentella.
Bèstia är en diktsamling med självbiografiska drag, präglad av ungdomliga känslor som ibland kanaliseras via djur. Det finns inslag av såväl ironi som surrealism. 2012 belönades författaren med Amadeu Oller-priset för boken.
Els dics är enligt författaren ett experimentellt verk, där huvudpersonen är en ung kvinna som återvänder till en liten stad lik Malla efter några år i London. Berättelsen kretsar kring tre generationer och lyfter fram den självklara närheten till liv och död och djurens funktion som symboler. Hon tilldelades 2017 års Documentapris för romanen. I motiveringen nämns "den experimentella viljan" och att romanen "fångar landsbygdens poetiska väsen".
Canto jo i la muntanya balla (på svenska som Jag sjunger och bergen dansar) handlar om människorna i ett par avlägsna bergsbyar i Pyrenéerna. Den börjar dramatiskt med en ung bondepoet som dör av ett blixtnedslag. Hans änka och barn återkommer med sina livsöden i romanen. Den besjälade naturen får komma till tals, såsom åskvädret, trumpetsvampar, rådjur och själva bergen under sin tillblivelse. Historiska händelser med häxavrättningar och flyende republikanska partisaner berörs också, och rostiga vapen och granater från inbördeskriget finns i landskapet. Lekfulla poetiska avsnitt återfinns och romanens titel är hämtad från ett av bokens poem, skrivet av den döde poetens son. Händelser lever vidare mellan generationer och skönheten finns parallellt med våldet. För romanen fick författaren EU:s litteraturpris 2020. Romanen har blivit författarens internationella genombrott. Den är översatt till 25 språk och har legat till grund för såväl en teaterpjäs som en symfoni.
Et vaig donar ulls i vas mirar les tenebres ( svensk översättning, Jag gav dig ögon och du såg in i mörkret) utspelar sig under ett dygn i en ödsligt belägen bergsby i Katalonien där en gammal kvinna ligger för döden. Kvinnor från flera sekler väntar på hennes ankomst till dödsriket och myter och historiska händelser rullas upp i berättelsen. Romanen har belönats med priset för bästa katalanska roman 2023.

## Priser och utmärkelser
- 2012 – Amadeu Oller-priset
- 2017 – Documentas litteraturpris
- 2018 – Anagrama-priset
- 2020 – EU:s litteraturpris
- 2023 – Premis Finestres de Narrativa